# 5378 Ellyett
5378 Ellyett este o planetă minoră (asteroid), cu un diametru de 2,957 km, din centura de asteroizi. A fost descoperită pe 9 aprilie 1991 la Observatorul Siding Spring de Robert H. McNaught și a fost numită după Clifton Darfield Ellyett⁠(d). 
Obiectul prezintă o orbită caracterizată de o semiaxă mare de 1,9339639 UAi, o excentricitate de 0,08, o înclinație de 19,11833 ° în raport cu ecliptica.